# Peneo (mitologia)
Penèo (in greco antico: Πηνειός?, Pēneiós) è un personaggio della mitologia greca ed è l'eponimo dell'omonimo fiume della Tessaglia.

## Genealogia
Figlio di Oceano e Teti e padre di Andreo, Dafne, Menippe, Ipseo e Stilbe e di cui gli ultimi due avuti dalla ninfa Creusa.
Da lui vengono anche fatte discendere Ifi, e le ninfe Orseide e Serfia.
Gli autori latini (in alternativa a quelli greci) scrivono che sia lui il padre di Cirene, quando in genere è ritenuta sua nipote in quanto figlia di Ipseo.
I bizantini invece aggiungono il figlio Atrace avuto da Bura e la ninfa Tricca di cui la madre è sconosciuta.

## Mitologia
Peneo è la divinità eponima del fiume Peneo che scorre in Tessaglia, viene a volte discusso sulla paternità di Dafne poiché secondo vari mitografi la paternità è invece di Ladone.
Nella versione del mito in cui Dafne è sua figlia, le esaudì la richiesta di non essere posseduta da Apollo trasformandola in una pianta d'Alloro.

## Peneo nell'arte
Peneo appare nel dipinto Apollo e Dafne di Giambattista Tiepolo.